# Contea di LaGrange
La contea di LaGrange (in inglese LaGrange County) è una contea dello Stato dell'Indiana, negli Stati Uniti. La popolazione al censimento del 2000 era di 34 909 abitanti. Il capoluogo di contea è LaGrange. Nel territorio della contea scorre il fiume Fawn.